# 2380 Heilongjiang
2380 Heilongjiang è un asteroide della fascia principale. Scoperto nel 1965, presenta un'orbita caratterizzata da un semiasse maggiore pari a 2,1917055 UA e da un'eccentricità di 0,0599374, inclinata di 1,92446° rispetto all'eclittica.